# Héléna Bossis
Héléna Bossis (Rabat, 23 de febrero de 1919-Hyères, 15 de agosto de 2008) fue una actriz y directora teatral de nacionalidad francesa.

## Biografía
Nacida en Rabat (Marruecos), su verdadero nombre era Henriette Berthe Blanche Berriau Su madre, Simone Berriau, también actriz, había asumido en 1943 la dirección del Teatro Antoine, en París. Su padre, coronel del gabinete del Mariscal Louis Hubert Lyautey, murió unos meses antes de nacer ella.
Bossís se casó en 1940 con el actor Jacques Castelot, del que se divorció en 1945. En 1950 se casó con Léo Lapara y más adelante con Daniel Darès.
Formada en el Conservatorio Nacional Superior de Arte Dramático, inició con rapidez la carrera de actriz. Así, en 1946 hizo el papel del título en La Putain respectueuse, de Sartre, en el teatro dirigido por su madre. En la década de 1950 trabajó con Arletty en Un tranvía llamado deseo, de Tennessee Williams, adaptada al francés por Jean Cocteau, y en Muerte de un viajante, de Arthur Miller. En 1960 participó en la creación de la pieza de Arthur Koestler El cero y el infinito.
Su debut en el cine tuvo lugar en 1947 en los filmes Le Destin exécrable de Guillemette Babin, de Guillaume Radot, y Le Diable souffle, de Edmond T. Gréville. Pero fue la televisión la que le dio la popularidad por medio de series como Belphégor ou le Fantôme du Louvre (1964), de Claude Barma. o Jacquou le Croquant (1969), de Stellio Lorenzi.
En 1984, tras la muerte de su madre, pasó a ser directora, junto a su marido, del Teatro Antoine, puesto que desempeñó hasta el momento de su muerte. Como directora teatral montó numerosas piezas, desde Lily et Lily con Jacqueline Maillan (1985) hasta Le Dieu du carnage de Yasmina Reza (2008). Bossis encarnó, como directora, « la pasión y la exigencia de un teatro privado dedicado a la creación».
Héléna Bossis falleció en Hyères en 2008. 

## Filmografía
- 1947 : Le Destin exécrable de Guillemette Babin, de Guillaume Radot
- 1947 : Le Diable souffle, de Edmond T. Gréville, con Charles Vanel
- 1948 : La Louve, de Guillaume Radot
- 1954 : La Chair et le Diable, de Jean Josipovici
- 1964 : Belphégor ou le Fantôme du Louvre (TV), de Claude Barma
- 1969 : Jacquou le Croquant, producción televisiva de Stellio Lorenzi
- 1970 : Tango, de Jean Kerchbron
- 1970 : Les Enquêtes du commissaire Maigret, de Claude Barma, episodio L'écluse n° 1
- 1973 : Barbarina, de Claude Deflandre
- 1977 : Au théâtre ce soir: Football, de Pol Quentin y Georges Bellak, escenografía de Michel Fagadau, dirección de Pierre Sabbagh. Teatro Marigny
- 1980 : Les Enquêtes du commissaire Maigret, episodio Le Charretier de la Providence, de Marcel Cravenne

## Teatro
- 1946 : La Putain respectueuse, de Jean-Paul Sartre, escenografía de Julien Bertheau, Teatro Antoine
- 1949 : Las manos sucias, de Jean-Paul Sartre, escenografía de Pierre Valde, Teatro des Célestins
- 1949 : Un tranvía llamado Deseo, de Tennessee Williams, escenografía de Raymond Rouleau, Teatro Edouard VII
- 1952 : Jésus la Caille, de Francis Carco, escenografía de Pierre Valde, Teatro des Célestins, Teatro Gramont, Teatro Antoine
- 1953 : Le Coup de grâce, de Joseph Kessel y Maurice Druon, escenografía de Jean Wall, Théâtre du Gymnase Marie-Bell
- 1960 : El cero y el infinito, de Sidney Kingsley, escenografía de André Villiers, Teatro Antoine
- 1961 : Requiem for a Nun, de William Faulkner, adaptación y escenografía de Albert Camus, Teatro des Mathurins
- 1971 : Alpha Bêta, de E. A. Whitehead, escenografía de Marcel Moussy, Teatro Antoine
- 1980 : Une drôle de vie, de Brian Clark, escenografía de Michel Fagadau, Teatro Antoine, Teatro des Célestins